# Sezzadio
Sezzadio est une commune de la province d'Alexandrie dans la région Piémont en Italie.

## Administration
| Période                                  | Période  | Identité                | Étiquette          | Qualité |
| ---------------------------------------- | -------- | ----------------------- | ------------------ | ------- |
| 14 juin 2004                             | En cours | Giovanni Battista Sardi | Unione Democratica |         |
| Les données manquantes sont à compléter. |          |                         |                    |         |

### Hameaux
Boschi.

### Communes limitrophes
Carpeneto, Cassine, Castelnuovo Bormida, Castelspina, Gamalero, Montaldo Bormida, Predosa, Rivalta Bormida.